# Sturisomatichthys
Sturisomatichthys (Lat.: „sturio“ = Stör + Gr.: „soma“ = Körper + „ichthys“ = Fisch) ist eine Gattung aus der Wels-Familie der Harnischwelse (Loricariidae) und der Unterfamilie Loricariinae. Es handelt sich um vier Arten, die im nordwestlichen Südamerika im Río Caquetá, Río Cauca, im oberen Río Magdalena, Río San Juan und mit einer Art (Spatuloricaria fimbriata) auch in Mittelamerika im Río Tuira, Río Bayano und im Río Cupe im Osten Panamas verbreitet sind.

## Merkmale
Sturisomatichthys-Arten sind mittelgroße, schlanke Harnischwelse, die Körperlängen von 18 bis 25 cm erreichen. Charakteristisch für die Gattung ist das im Unterschied zu Sturisoma wenig ausgeprägte Rostrum. Bei ausgewachsenen Männchen sind die äußeren Ränder des Kopfes mit langen, dichten Borsten besetzt. Der Bauch wird von drei bis vier Reihen von Knochenplatten geschützt. Die beiden äußeren Strahlen der Schwanzflosse sind lang ausgezogen. Die Rückenflosse ist lang und erreicht etwa ein Viertel der Standardlänge. Die äußeren Strahlen der Brustflossen sind lang und überragen etwa ein Viertel bis ein Drittel der Bauchflossen.

## Arten
Bis heute wurden neun gültige Arten beschrieben:

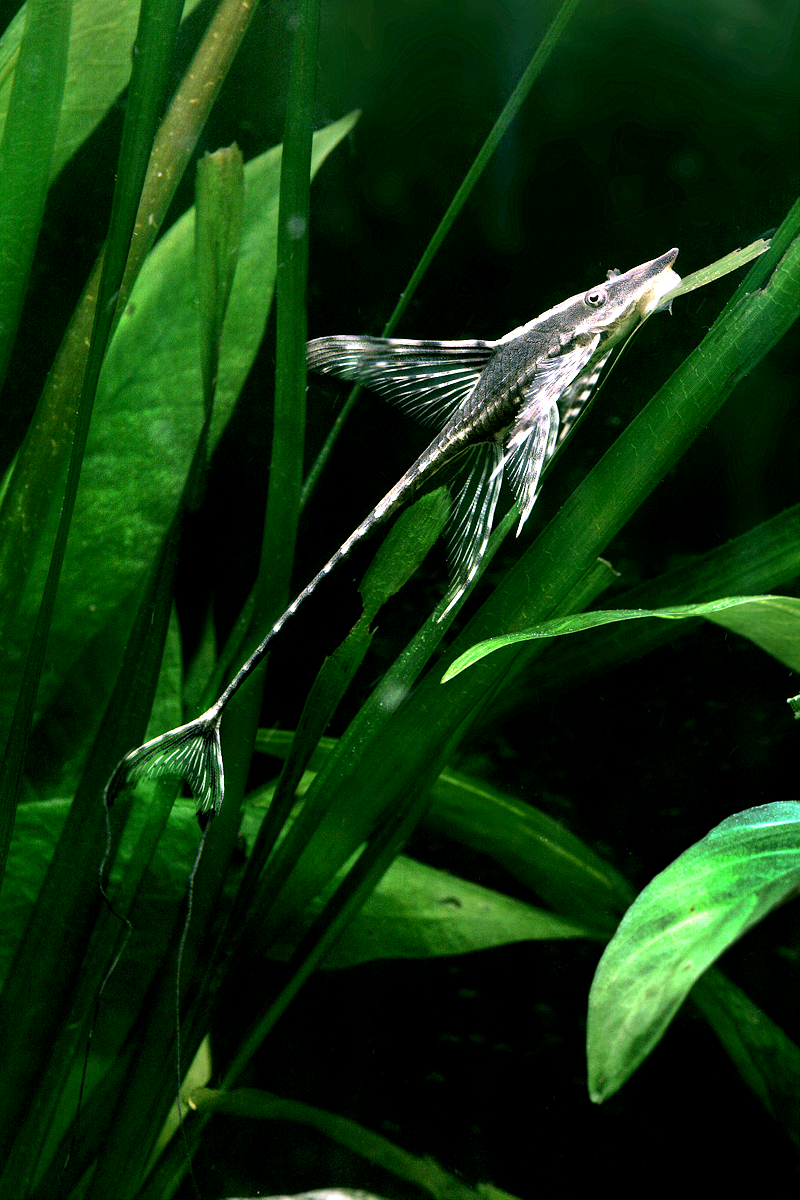
Sturisoma aureum

- Goldbartwels (Sturisomatichthys aureus (Steindachner, 1900))
- Sturisomatichthys citurensis (Meek & Hildebrand, 1913)
- Sturisomatichthys dariense (Meek & Hildebrand, 1913)
- Langflossen-Harnischwels (Sturisomatichthys festivus (Myers, 1942))
- Sturisomatichthys frenatus (Boulenger, 1902)
- Sturisomatichthys kneri (Ghazzi, 2005)
- Zwergstörwels (Sturisomatichthys leightoni (Regan, 1912))
- Sturisomatichthys panamense (Eigenmann & Eigenmann, 1889)
- Sturisomatichthys tamanae (Regan, 1912)